# کوه سیرونگ
کوه سیرونگ (به لاتین: Mount Sirung) یک کوه و آتشفشان در اندونزی است که در الور رگنسی واقع شده‌است. کوه سیرونگ ۸۶۲ متر بالاتر از سطح دریا واقع شده‌است.